# Detlev F. Vagts
Detlev Frederick Vagts (* 13. Februar 1929 in Washington, D.C.; † 20. August 2013 in Cambridge, Massachusetts) war ein amerikanischer Jurist und Professor an der Harvard University.

## Familie
Detlev Vagts wurde als Sohn des deutschstämmigen Historikers Alfred Vagts und dessen Frau Miriam Beard in Washington, D.C. geboren. Sein Vater verließ Deutschland kurz vor der Machtergreifung der NSDAP zunächst in Richtung London. Im Herbst 1933 zog die Familie in die Vereinigten Staaten und ließ sich später in Princeton nieder. Seine Mutter war Reporterin bei der New York Times. Sein Großvater mütterlicherseits war Charles A. Beard. Vagts Vater war mit Hans von Dohnanyi befreundet. 1937 wurden Detlev Vagts und seine Eltern durch Erlass des Reichs- und preußischen Innenministeriums ausgebürgert.
Vagts heiratete Dorothy L. Larkin. Mit ihr hatte er zwei Töchter und zwei Enkel.

## Werdegang
Seine Ausbildung erhielt Vagts am Harvard College, das er 1948 mit einem Bachelor in Geschichte abschloss. Anschließend studierte er an der Harvard Law School. Bei einem Deutschland-Aufenthalt wurde er Zeuge des Generals-Prozesses gegen Mitglieder des Oberkommandos der Wehrmacht. Dieser Prozess brachte ihn zum Völkerrecht. Nach Abschluss seines Studiums 1951 wurde er als Rechtsanwalt zugelassen und arbeitete zunächst für die Anwaltskanzlei Cahill Gordon & Reindel. Zwischen 1953 und 1956 diente er als Rechtsberater im Judge Advocate General’s Corps der United States Air Force. Danach kehrte er zu seinem früheren Arbeitgeber zurück. 1959 nahm er eine Dozentenstelle an seiner Alma Mater an. 1962 erhielt er dort schließlich einen Ruf auf eine Professur für Völkerrecht. Von 1969 bis zu seiner Emeritierung im Jahr 2005 war Vagts für die Koordination des Doktorandenprogramms der juristischen Fakultät zuständig. 1984 übernahm er von Louis Bruno Sohn die nach George Bemis benannte Professur für Völkerrecht. Zusammen mit Sohn und Andreas Lowenfeld arbeitete er an der dritten Auflage des Restatement of the law mit, die unter Leitung von Louis Henkin 1987 erschien. Neben seiner Tätigkeit als Professor beriet er zwischen 1976 und 1977 das Außenministerium der Vereinigten Staaten in Fragen des Völkerrechts. Im Jahr 1991 erhielt er einen Max-Planck-Forschungspreis im Bereich Geisteswissenschaften. 1993 wurde Vagts neben Theodor Meron zum stellvertretenden Chefredakteur des American Journal of International Law gewählt. 2010 war Vagts in einen Verkehrsunfall verwickelt, bei dem ein Mensch ums Leben kam. Er bekannte sich schuldig und wurde 2011 zu drei Jahren auf Bewährung und sechs Monaten Hausarrest verurteilt.

## Werk
Vagts befasste sich vor allem mit Völkerrecht, Völkerrechtsgeschichte, das internationale und das rechtsvergleichende Wirtschafts- und Gesellschaftsrecht. Neben Monographien verfasste er im  Laufe seiner Laufbahn über einhundert Aufsätze in Sammelwerken und in Zeitschriften. Er war 1986 bis 1993 Herausgeber der Buchbesprechungen im American Journal of International Law und dann von 1993 bis 1998  mit Theodor Meron Herausgeber des American Journal of International Law.
1968 gründete er mit Henry Steiner das Casebook Transnational Legal Problems (4. Auflage 1994) und 1986 das Casebook Transnational Business Problems (4. Auflage 2008). Das mit Steiner begründete Werk überschritt die traditionellen Grenzen zwischen öffentlichem Völkerrecht und internationalem Privatrecht und umfasste Fragestellungen des transnationalen zivilen und öffentlichen Rechts, der internationalen Streitbeilegung, des Militärrechts, Rechtsgeschichte und -vergleichung, des internationalen Gesellschaftsrechtes und der Rechtsentwicklung.
Im Bereich der Rechtsgeschichte war sein Aufsatz International Law in the Third Reich gilt als wegweisend als umfassende Darstellung der nationalsozialistischen Völkerrechtsdoktrin und -wissenschaft.

## Publikationen (Auswahl)
- Transnational Business Problems. Foundation Press, 3. Auflage New York 2003, ISBN 1-58778-538-2.
- The treaty-making process: a guide for outsiders. In: ILSA journal of international & comparative law. Vol. 17, Nr. 1, 2010, ISSN 1052-3391, S. 127–145.
- Humanizing the laws of war: selected writings of Richard Baxter. Oxford University Press, Oxford 2013, ISBN 978-0-19-968025-2.